# Cándido Carrera
Cándido Carrera (Salvaterra de Miño, 24 marzo 1980) è un copilota di rally spagnolo.

## Carriera
Carrera fa il suo esordio nel Campionato del mondo Rally nel 2010 quando prende parte, in equipaggio con José Antonio Suárez, al Rally di Catalogna conclusosi anzitempo per un ritiro. Nel 2021, in occasione del Rally dell'Acropoli conquista, con Dani Sordo alla guida, i primi punti iridati grazie al quarto posto assoluto.

### Vittorie nei rally

#### WRC Academy/Junior WRC
| # | Anno | Evento              | Pilota              | Auto           | Squadra          |
| - | ---- | ------------------- | ------------------- | -------------- | ---------------- |
| 1 | 2012 | Rally di Catalogna  | José Antonio Suárez | Ford Fiesta R2 | -                |
| 2 | 2013 | Rally dell'Acropoli | José Antonio Suárez | Ford Fiesta R2 | ACSM Rallye Team |

#### Altri Rally
| #  | Stagione | Campionato                       | Evento                                                 | Pilota                 | Auto                        |
| -- | -------- | -------------------------------- | ------------------------------------------------------ | ---------------------- | --------------------------- |
| 1  | 2010     | Campionato spagnolo terra        | Rallye de Tierra de La Rioja II                        | José Antonio Suárez    | Mitsubishi Lancer Evo X     |
| 2  | 2010     | Campionato delle asturie         | Rally Villa de Pravia                                  | José Antonio Suárez    | Mitsubishi Lancer Evo X     |
| 3  | 2017     | Campionato spagnolo terra        | Rallye Tierras Altas de Lorca                          | José Antonio Suárez    | Peugeot 208 N5              |
| 4  | 2017     | Campionato spagnolo terra        | Rally Terra da Auga                                    | José Antonio Suárez    | Peugeot 208 N5              |
| 5  | 2017     | Campionato spagnolo terra        | Rallye de Tierra Norte de Extremadura                  | José Antonio Suárez    | Peugeot 208 N5              |
| 6  | 2018     | Campionato spagnolo              | Rally Villa de Adeje                                   | José Antonio Suárez    | Hyundai i20 R5              |
| 7  | 2018     | Trofeo Iberico                   | Rally Princesa de Asturias - Ciudad de Oviedo          | José Antonio Suárez    | Hyundai i20 R5              |
| 8  | 2018     | Campionato Castilla y Leon terra | Rallysprint de Tierra Orillas del Tuerto               | Daniel Alonso Villarón | Ford Fiesta RS WRC          |
| 9  | 2018     | -                                | Tramo de Tierra de Borja                               | Daniel Alonso Villarón | Ford Fiesta RS WRC          |
| 10 | 2018     | Campionato spagnolo              | Rally Comunidad de Madrid RACE                         | José Antonio Suárez    | Hyundai i20 R5              |
| 11 | 2019     | Campionato Aragon terra          | Tramo de Tierra de Borja                               | Delbin García          | Peugeot 208 R2              |
| 12 | 2020     | -                                | Rali de Castelo Branco (Extra)                         | Daniel Alonso Villarón | Citroën C3 N5               |
| 13 | 2021     | Campionato catalano              | Rally Lloret de Mar                                    | Eduard Pons Suñe       | Škoda Fabia Rally2 evo      |
| 14 | 2021     | Campionato europeo rally storico | Rallye Weiz - Historic                                 | Daniel Alonso Villarón | Ford Sierra RS Cosworth 4x4 |
| 15 | 2021     | Coppa spagnola asfalto           | Rallye Blendio-Cristian López-Trofeo Cantabria Deporte | Dani Sordo             | Hyundai i20 R5              |
| 16 | 2024     | -                                | Rali Terras d'Aboboreira (Extra)                       | Dani Sordo             | Hyundai i20 N Rally1 Hybrid |
| 17 | 2025     | MERC                             | Oman International Rally                               | Nasser Al-Attiyah      | Škoda Fabia RS Rally2       |
| 18 | 2025     | MERC                             | Qatar International Rally                              | Nasser Al-Attiyah      | Škoda Fabia RS Rally2       |
| 19 | 2025     | MERC                             | Rally Saudi Arabia MERC                                | Nasser Al-Attiyah      | Škoda Fabia RS Rally2       |

## Palmarès
- Campionato spagnolo terra (2017)

## Risultati nel mondiale rally

### WRC
| 2010 | Scuderia       | Vettura        |  |  |  |  |  |  |  |  |  |  |  |     |  |  |  |  | Punti | Pos. |
| ---- | -------------- | -------------- |  |  |  |  |  |  |  |  |  |  |  | --- |  |  |  |  | ----- | ---- |
| 2010 | RMC Motorsport | Ford Fiesta R2 |  |  |  |  |  |  |  |  |  |  |  | Rit |  |  |  |  | 0     |      |

| 2011 | Scuderia | Vettura                 |  |  |  |  |  |  |  |  |  |  |  |    |  |  |  |  | Punti | Pos. |
| ---- | -------- | ----------------------- |  |  |  |  |  |  |  |  |  |  |  | -- |  |  |  |  | ----- | ---- |
| 2011 |          | Mitsubishi Lancer Evo X |  |  |  |  |  |  |  |  |  |  |  | 31 |  |  |  |  | 0     |      |

| 2014 | Scuderia       | Vettura        |  |  |  |  |  |  |     |    |  |  |  |    |  |  |  |  | Punti | Pos. |
| ---- | -------------- | -------------- |  |  |  |  |  |  | --- | -- |  |  |  | -- |  |  |  |  | ----- | ---- |
| 2014 | RMC Motorsport | Ford Fiesta R2 |  |  |  |  |  |  | Rit | 53 |  |  |  | 29 |  |  |  |  | 0     |      |

| 2015 | Scuderia             | Vettura         |  |  |  |  |  |  |  |  |  |  |  |    |  |  |  |  | Punti | Pos. |
| ---- | -------------------- | --------------- |  |  |  |  |  |  |  |  |  |  |  | -- |  |  |  |  | ----- | ---- |
| 2015 | Peugeot Sport España | Peugeot 208 T16 |  |  |  |  |  |  |  |  |  |  |  | 56 |  |  |  |  | 0     |      |

| 2016 | Scuderia              | Vettura         |    |  |  |  |    |     |  |  |    |  |     |    |    |  |  |  | Punti | Pos. |
| ---- | --------------------- | --------------- | -- |  |  |  | -- | --- |  |  | -- |  | --- | -- | -- |  |  |  | ----- | ---- |
| 2016 | Peugeot Rally Academy | Peugeot 208 T16 | 17 |  |  |  | 21 | Rit |  |  | 14 |  | Rit | 37 | 27 |  |  |  | 0     |      |

| 2018 | Scuderia             | Vettura        |  |  |  |  |  |  |  |  |     |  |  |     |  |  |  |  | Punti | Pos. |
| ---- | -------------------- | -------------- |  |  |  |  |  |  |  |  | --- |  |  | --- |  |  |  |  | ----- | ---- |
| 2018 | Hyundai Motor España | Hyundai i20 R5 |  |  |  |  |  |  |  |  | Rit |  |  | Rit |  |  |  |  | 0     |      |

| 2019 | Scuderia  | Vettura        |  |  |  |  |  |  |  |  |  |  |  |  |    |  |  |  | Punti | Pos. |
| ---- | --------- | -------------- |  |  |  |  |  |  |  |  |  |  |  |  | -- |  |  |  | ----- | ---- |
| 2019 | Club RACE | Peugeot 208 R2 |  |  |  |  |  |  |  |  |  |  |  |  | 30 |  |  |  | 0     |      |

| 2021 | Scuderia                | Vettura               |  |  |  |  |  |  |  |  |   |  |    |   |  |  |  |  | Punti | Pos. |
| ---- | ----------------------- | --------------------- |  |  |  |  |  |  |  |  | - |  | -- | - |  |  |  |  | ----- | ---- |
| 2021 | Hyundai Shell Mobis WRT | Hyundai i20 Coupe WRC |  |  |  |  |  |  |  |  | 4 |  | 31 | 3 |  |  |  |  | 50    | 9º   |

| 2022 | Scuderia                | Vettura                     |  |  |  |    |   |  |  |  |  |   |  |   |     |  |  |  | Punti | Pos. |
| ---- | ----------------------- | --------------------------- |  |  |  | -- | - |  |  |  |  | - |  | - | --- |  |  |  | ----- | ---- |
| 2022 | Hyundai Shell Mobis WRT | Hyundai i20 N Rally1 Hybrid |  |  |  | 32 | 3 |  |  |  |  | 3 |  | 5 | Rit |  |  |  | 59    | 8º   |

| 2023 | Scuderia                | Vettura                     |   |  |   |  |    |     |   |  |  |    |  |  |     |  |  |  | Punti | Pos. |
| ---- | ----------------------- | --------------------------- | - |  | - |  | -- | --- | - |  |  | -- |  |  | --- |  |  |  | ----- | ---- |
| 2023 | Hyundai Shell Mobis WRT | Hyundai i20 N Rally1 Hybrid | 7 |  | 5 |  | 25 | Rit | 5 |  |  | 34 |  |  | Rit |  |  |  | 63    | 8º   |

| 2024 | Scuderia                | Vettura                     |  |  |  |  |   |   |  |  |  |   |  |  |  |  |  |  | Punti | Pos. |
| ---- | ----------------------- | --------------------------- |  |  |  |  | - | - |  |  |  | - |  |  |  |  |  |  | ----- | ---- |
| 2024 | Hyundai Shell Mobis WRT | Hyundai i20 N Rally1 Hybrid |  |  |  |  | 5 | 3 |  |  |  | 2 |  |  |  |  |  |  | 44    | 9º   |

| 2025 | Scuderia | Vettura              |  |  |  |  |     |  |  |  |  |  |  |  |  |  |  |  | Punti | Pos. |
| ---- | -------- | -------------------- |  |  |  |  | --- |  |  |  |  |  |  |  |  |  |  |  | ----- | ---- |
| 2025 |          | Hyundai i20 N Rally2 |  |  |  |  | Rit |  |  |  |  |  |  |  |  |  |  |  | 0     |      |

| Legenda | 1º posto | 2º posto | 3º posto | A punti | Senza punti | Ritirato | Squalificato | NP=Non partito C=Gara cancellata | Apice=Power stage |

### WRC-2
| 2015 | Scuderia             | Vettura         |  |  |  |  |  |  |  |  |  |  |  |    |  |  |  |  | Punti | Pos. |
| ---- | -------------------- | --------------- |  |  |  |  |  |  |  |  |  |  |  | -- |  |  |  |  | ----- | ---- |
| 2015 | Peugeot Sport España | Peugeot 208 T16 |  |  |  |  |  |  |  |  |  |  |  | 16 |  |  |  |  | 0     |      |

| 2016 | Scuderia              | Vettura         |   |  |  |  |    |     |  |  |   |  |     |   |  |  |  |  | Punti | Pos. |
| ---- | --------------------- | --------------- | - |  |  |  | -- | --- |  |  | - |  | --- | - |  |  |  |  | ----- | ---- |
| 2016 | Peugeot Rally Academy | Peugeot 208 T16 | 6 |  |  |  | 12 | Rit |  |  | 7 |  | Rit | 9 |  |  |  |  | 16    | 17º  |

| 2018 | Scuderia             | Vettura        |  |  |  |  |  |  |  |  |     |  |  |     |  |  |  |  | Punti | Pos. |
| ---- | -------------------- | -------------- |  |  |  |  |  |  |  |  | --- |  |  | --- |  |  |  |  | ----- | ---- |
| 2018 | Hyundai Motor España | Hyundai i20 R5 |  |  |  |  |  |  |  |  | Rit |  |  | Rit |  |  |  |  | 0     |      |

| Legenda | 1º posto | 2º posto | 3º posto | A punti | Senza punti | Ritirato | Squalificato | NP=Non partito C=Gara cancellata | Apice=Power stage |

### PWRC
| 2011 | Scuderia | Vettura                 |  |  |  |  |  |  |  |  |  |  |  |   |  |  |  |  | Punti | Pos. |
| ---- | -------- | ----------------------- |  |  |  |  |  |  |  |  |  |  |  | - |  |  |  |  | ----- | ---- |
| 2011 |          | Mitsubishi Lancer Evo X |  |  |  |  |  |  |  |  |  |  |  | 6 |  |  |  |  | 8     | 20º  |

| Legenda | 1º posto | 2º posto | 3º posto | A punti | Senza punti | Ritirato | Squalificato | NP=Non partito C=Gara cancellata | Apice=Power stage |

### WRC Academy/Junior WRC
| 2011 | Scuderia | Vettura        |  |  |     |  |     |  |  |    |   |  |   |  |    |  |  |  | Punti | Pos. |
| ---- | -------- | -------------- |  |  | --- |  | --- |  |  | -- | - |  | - |  | -- |  |  |  | ----- | ---- |
| 2011 |          | Ford Fiesta R2 |  |  | Rit |  | Rit |  |  | 10 | 4 |  | 2 |  | 11 |  |  |  | [ 3 ] |      |

| 2012 | Scuderia | Vettura        |  |  |  |  |  |   |  |   |   |  |   |  |   |  |  |  | Punti | Pos. |
| ---- | -------- | -------------- |  |  |  |  |  | - |  | - | - |  | - |  | - |  |  |  | ----- | ---- |
| 2012 |          | Ford Fiesta R2 |  |  |  |  |  | 5 |  | 4 | 2 |  | 2 |  | 1 |  |  |  | [ 3 ] |      |

| 2013 | Scuderia         | Vettura        |  |  |  |   |  |   |  |   |   |  |     |     |  |  |  |  | Punti | Pos. |
| ---- | ---------------- | -------------- |  |  |  | - |  | - |  | - | - |  | --- | --- |  |  |  |  | ----- | ---- |
| 2013 | ACSM Rallye Team | Ford Fiesta R2 |  |  |  | 2 |  | 1 |  | 9 | 5 |  | Rit | Rit |  |  |  |  | [ 3 ] |      |

| Legenda | 1º posto | 2º posto | 3º posto | A punti | Senza punti | Ritirato | Squalificato | NP=Non partito C=Gara cancellata | Apice=Power stage |